# 塞朋德别墅
塞朋德别墅（荷蘭語：Huis Zypendaal）是荷蘭的一個始建於18世纪的乡村庄园，坐落在靠近阿纳姆中心的公园内。别墅建于一个绿色的小河谷旁，周围有流水围绕。別墅房间内有以锁链为主题设计的宝石大理石地板。在展示的房间里充满了Brantsen家族世世代代生活的痕迹。城堡现归属于Geldersch Landschap & Kasteelen组织，由此组织进行城堡的统一修缮和维护。

## 馆藏
整套武器图案陶瓷
来自中国，1765年

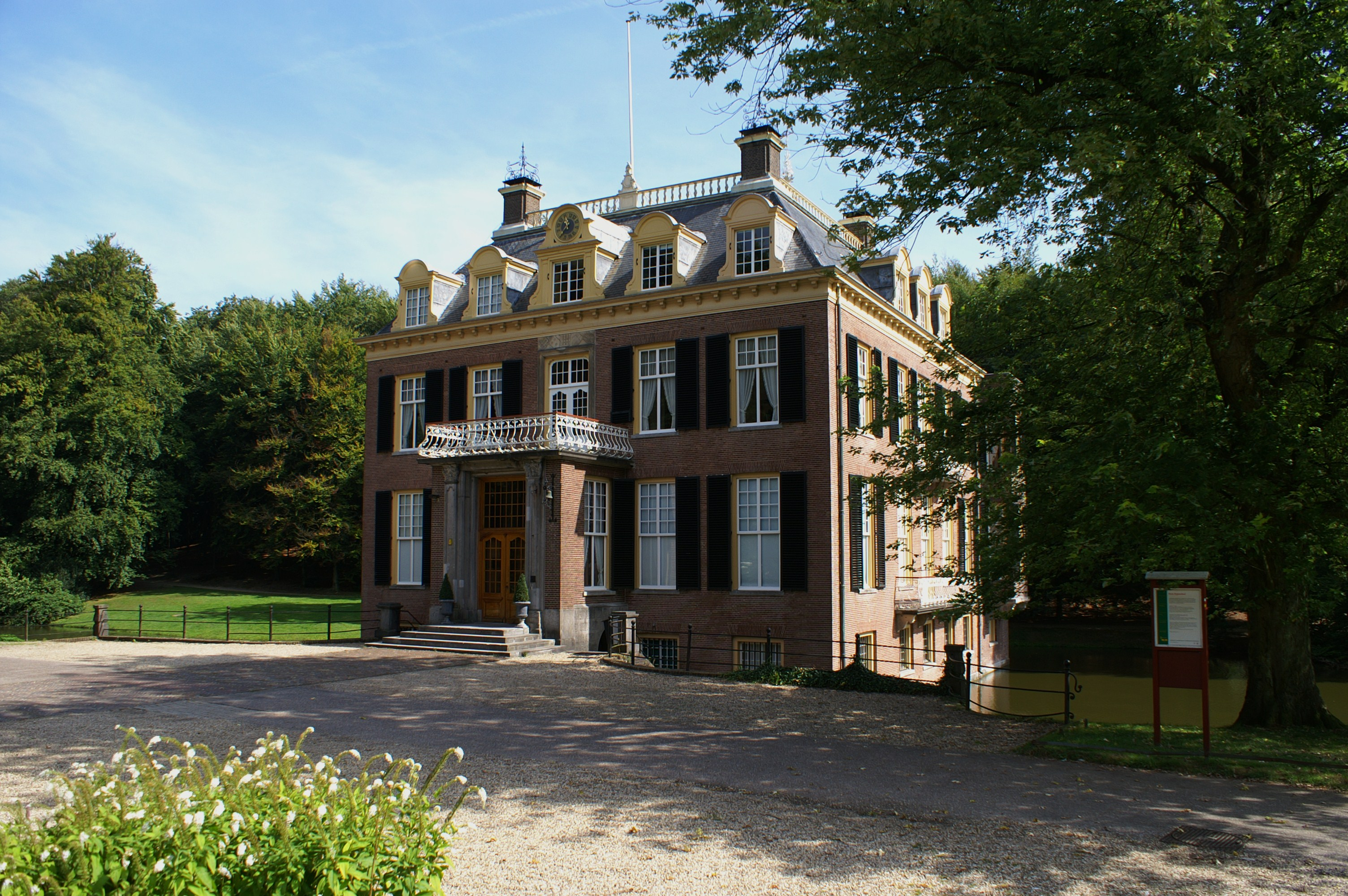

此套餐具是在荷兰公共展出的最丰富的中国陶瓷系列。餐具数量约为254件。在当时的18世纪曾引起不小轰动。餐具是经过精心制作，并以粉彩上色。引人注目的是其砂锅盖子把手的图案各异，有的像一只鹰头，有的像一只兔子。